# Agrotis arenicola
Agrotis arenicola är en fjärilsart som beskrevs av Otto Staudinger 1870. Agrotis arenicola ingår i släktet Agrotis och familjen nattflyn. Inga underarter finns listade i Catalogue of Life.